# جان سالزبری

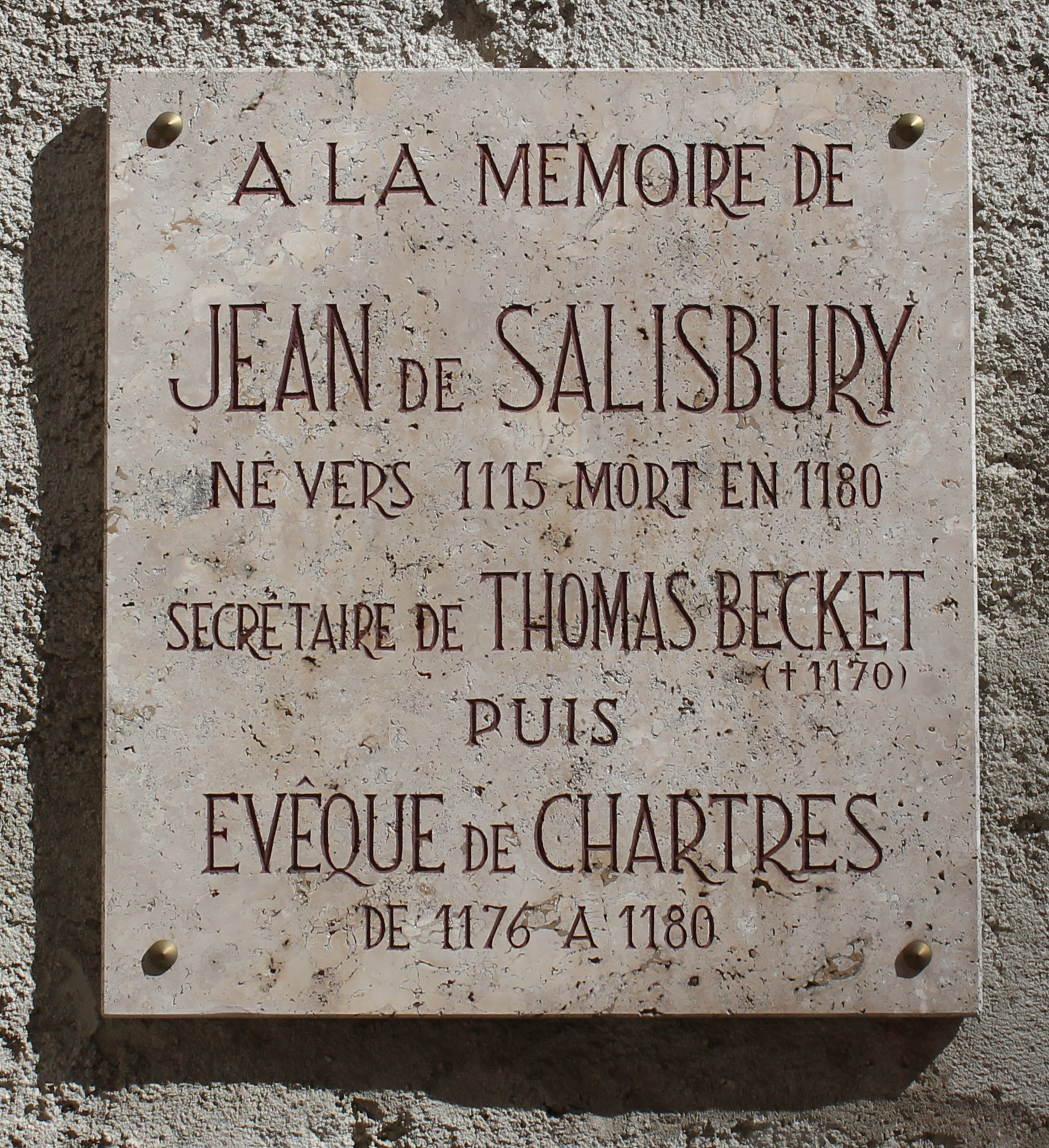
لوح یادبود در شارتر

جان اهل سالزبری (John of Salisbury؛ اواخر دهه ۱۱۱۰ – ۲۵ اکتبر ۱۱۸۰) که خود را به اسم جان پارووس (یعنی "جان کوچک") می‌نامید، نویسنده، فیلسوف، آموزگار و دیپلمات انگلیسی و اسقف شارتر (شهری در فرانسه) بود، که زادهٔ شهر سالزبری، انگلستان بوده‌است.